# Ommata signaticollis
Ommata signaticollis är en skalbaggsart som beskrevs av Julius Melzer 1922. Ommata signaticollis ingår i släktet Ommata och familjen långhorningar. Inga underarter finns listade i Catalogue of Life.